# Terence MacSwiney
Terence Joseph MacSwiney (pronúnciese məkˈswiːni), en irlandés Tordhealbhach Mac Suibhne (Cork, Irlanda; 20 de marzo de 1879 - 25 de octubre de 1920) fue un político y escritor irlandés. Elegido Alcalde de Cork por el Sinn Féin en 1920, en plena guerra de Independencia irlandesa fue arrestado por las fuerzas británicas acusado de sedición y encarcelado en la prisión de Brixton, en Inglaterra. Su muerte en octubre, tras 74 días de huelga de hambre, situó el conflicto irlandés en primera plana de la actualidad internacional de la época. 

## Contexto
MacSwiney era miembro de una familia de ocho hermanos. Su padre, John MacSwiney, natural de Cork había luchado contra Garibaldi en 1868 como guardia papal. A su regreso, trabajó como profesor en Londres y fundó una fábrica de tabaco en Cork, que finalmente fracasaría. Tras el cierre de la fábrica, emigró a Australia en 1885, dejando a sus hijos al cuidado de su esposa y de su hija mayor. La madre de Terence, Mary Wilkinson era una católica inglesa de arraigadas ideas nacionalistas. Terence MacSwiney asistió a la escuela que los Hermanos Cristianos tenían en North Monastery en Cork, pero abandonó sus estudios a los quince años para ayudar a su familia. Consiguió trabajo de contable, pero después decidió proseguir su educación, combinando trabajo y estudio y se graduó en Ciencia Mental y Moral en la Royal University de Cork en 1907.
En 1901 participó en la creación de la Celtic Literary Society (Sociedad Literaria Céltica) y en 1908 fundó la Sociedad Dramática de Cork junto a Daniel Corkery, para la que escribió varias obras de teatro.

## Actividad política
Los escritos publicados por MacSwiney en el Irish Freedom llamaron la atención de la Hermandad Republicana Irlandesa. Fue uno de los fundadores de la Brigada de Cork de los Voluntarios Irlandeses en 1913 y se convirtió en el presidente de Sinn Féin en Cork. Fundó un periódico en 1914 bautizado como Fianna Fáil, pero fue suprimido después de solo once publicaciones. En abril de 1916, estaba previsto que MacSwiney fuera el segundo al mando en el Levantamiento de Pascua en Cork y Kerry, pero retuvo a sus fuerzas siguiendo órdenes de Eoin MacNeill. Tras el alzamiento fue internado en los Campos de Concentración de Reading y Wakefield Gaols hasta diciembre del 1916. En febrero de 1917 fue deportado e internado en Shrewsbury y Bromyard hasta ser definitivamente liberado en junio. Fue durante su exilio en Bromyard cuando se casó con Muriel Murphy, que pertenecía a la familia propietaria de las famosas destilerías de Cork. En noviembre de ese mismo año, fue arrestado en Cork por vestir el uniforme del Ejército Republicano Irlandés e, inspirado por el ejemplo de Thomas Ashte inició una huelga de hambre que duraría tres días antes de ser liberado.
En las elecciones generales de 1918, MacSwiney fue elegido sin oposición como representante por el Sinn Féin en el Dáil Éireann, sucediendo en el cargo a D. D. Sheehan, miembro del Partido Parlamentario Irlandés. Tras el asesinato de su amigo Tomás Mac Curtain, alcalde del Cork, fue elegido para la alcaldía el 20 de marzo. El 12 de agosto de 1920, MacSwiney fue arrestado en Dublín por posesión de artículos y documentos de carácter sedicioso, así como de una clave de cifrado. Fue juzgado sumarialmente por una Corte marcial el 16 de agosto y condenado a dos años de prisión en la Cárcel de Brixton.

## Huelga de hambre
Inmediatamente tras su ingreso en prisión, MacSwiney inició una huelga de hambre en protesta por su internamiento y por el hecho de haber sido juzgado por un tribunal militar. Otros once prisioneros republicanos de la cárcel de Cork iniciaron otra huelga a la vez. El 26 de agosto, el gabinete declaró que "la liberación del Alcalde tendría efectos desastrosos en Irlanda y provocaría probablemente una rebelión del ejército y la policía del Sur de Irlanda". La huelga de hambre de MacSwiney atrajo la atención mundial. Estados Unidos amenazó con boicotear los productos británicos, mientras que varios países sudamericanos solicitaron la mediación del Papa. Hubo protestas igualmente por parte de Francia y Alemania
En los últimos días de huelga se intentó forzar a comer a MacSwiney, pero sin éxito. El 20 de octubre de 1920 entró en coma, falleciendo cinco días después, tras 74 en huelga de hambre.
La capilla ardiente se instaló en la catedral de Southwark de Londres, ante la que desfilaron 30.000 personas. Ante el temor a grandes manifestaciones en Dublín, las autoridades enviaron el ataúd directamente a Cork, donde tuvo lugar un multitudinario funeral el 31 de octubre. Terence MacSwiney está enterrado en el Cementerio de Saint Finbarr de Cork. El político Arthur Griffith asistió a su entierro y pronunció unas palabras durante la ceremonia.

## Importancia y legado
Una colección de sus obras, titulada Principles of Freedom y basada en sus contribuciones al Irish Freedom, fue publicada de manera póstuma en 1921. Entre sus lectores y admiradores se encuentran políticos como Jawaharlal Nehru o Bhagat Singh, independentista indio que también realizó varias huelgas de hambre como protesta ante el trato dispensado por las autoridades británicas en la India
Su hermana Mary ocupó el asiento dejado por Terence en el Dáil, e intervino en enero de 1922 para oponerse al Tratado anglo-irlandés. Su hermano Seán fue elegido diputado en las elecciones de 1921, adhiriéndose igualmente a la facción Anti-Tratado.

## Obras
- The music of freedom por 'Cuireadóir'. (Poems, The Risen Gaedheal Press, Cork, 1907)
- Fianna Fáil : the Irish army : a journal for militant Ireland (Publicación semanal editada y escrita principalmente por MacSwiney; Cork, 11 números, septiembre a diciembre de 1914)
- The revolutionist; a play in five acts (Dublin, Londres, Maunsel and Company, 1914).
- The ethics of revolt : a discussion from a Catholic point of view as to when it becomes lawful to rise in revolt against the Civil Power por Toirdhealbhach Mac Suibhne. (Pamphlet, 1918)
- Battle-cries (Poems, 1918)
- Principles of freedom (Dublin, The Talbot Press, 1921)
- Despite fools' laughter; poems by Terence MacSwiney. Editado por B. G. MacCarthy. (Dublin, M. H. Gill and Son, 1944)

## Citas
- "No son aquellos que más daño pueden causar, sino aquellos que más daño pueden sufrir, lo que prevalecerán."
- "Estoy seguro de que mi muerte causará más daño al Imperio Británico que mi liberación." (Durante su huelga de hambre)
- "Quiero que deis testimonio de que muero como un Soldado de la República Irlandesa." Sus últimas palabra a un sacerdote que le visitaba.